# Ján Svorada
Ján Svorada, češko-slovaški kolesar, * 28. avgust 1968, Trenčín, Češkoslovaška.
Svorada je upokojeni profesionalni kolesar, ki je po razpadu Češkoslovaške leta 1993 sprva tekmoval za Slovaško, od leta 1996 pa za Češko. Med letoma 1991 in 2005 je tekmoval za ekipe Lampre, Ceramiche Panaria, Mapei, Lampre-Daikin in Ed' System ZVVZ. Nastopil je na poletnih olimpijskih igrah v letih 1996, 2000 in 2004, najboljšo uvrstitev je dosegel leta 1996 s 30. mestom na cestni dirki. Na dirkah Grand Tour je dosegel etapne zmage na vseh treh dirkah, tri na Dirki po Franciji v letih 1994, 1998 in 2001, leta 1994 je bil tudi tretji v razvrstitvi za Zeleno majico. Pet etapnih zmag je dosegel na Dirki po Italiji v letih 1994, 1995 in 2000 ter tri na Dirki po Španiji leta 1997. Leta 1990 je zmagal na Dirki miru, leta 1994 na dirki Grand Prix du Midi Libre, leta 1996 pa na dirki Étoile de Bessèges. Trikrat je postal češki državni prvak v cestni dirki.